# Dan Castellaneta
Dan Castellaneta (født 29. oktober 1957) er en amerikansk skuespiller. Han er specielt kendt for at lægge stemme til tv-figuren Homer Simpson, samt en række andre figurer fra The Simpsons. Han lægger også stemme til Genie i den amerikanske version af tv-serien, der efterfølger Disneyfilmen Aladdin. Han har desuden en rolle i filmen "Jagten På Lykke" med Will Smith, hvor han spiller Smiths læremester
Dan Castellaneta har også udgivet to album: musikalbummet Two Lips, som udkom den 22. februar 2000, og comedyalbummet I Am Not Homer, som udkom den 23. april 2002. Begge album blev udgivet gennem pladeselskabet Oglio Records.